# Edgeworth David
Sir Tannatt William Edgeworth David KBE, FRS (v poklicnih krogih znan kot Edgeworth David ali tudi samo kot The Professor), valižansko-avstralski geolog in raziskovalec, * 28. januar 1858, St. Fagans, Wales, Združeno kraljestvo, † 28. avgust 1934, Sydney, Avstralija.
Znan je predvsem kot raziskovalec Antarktike, ki je prvi stopil na vrh gore Erebus in vodil prvo odpravo, ki je dosegla južni magnetni tečaj, prispeval pa je tudi več pomembnih odkritij v geologiji.

## Življenjepis
Sprva je študiral klasične vede na Univerzi v Oxfordu, a je moral študij zaradi zdravstvenih težav prekiniti. Med okrevanjem je potoval po Kanadi in Avstraliji in po vrnitvi v Oxford leta 1881 diplomiral iz geologije. Naslednje leto je odšel v Sydney kot pomočnik geodeta pri vladi Novega Južnega Walesa in v tej vlogi razmejil ogromno nahajališče premoga ob reki Hunter. Leta 1891 je postal profesor na Univerzi v Sydneyju.
V mednarodnem merilu je zaslovel z odpravo na atol Funafuti v Tihem oceanu konec 19. stoletja, kjer je z vrtino dokazal Darwinovo hipotezo o nastanku atolov s postopnim nalaganjem in potapljanjem plasti ostankov morskih organizmov. To mu je prneslo prva strokovna priznanja in članstvo v britanski Kraljevi družbi. Nekaj let kasneje ga je Ernest Shackleton povabil na svojo Antarktično ekspedicijo z ladjo Nimrod. Tam je z raziskovalci ostal vse leto in vodil skupino plezalcev na vrh Erebusa, nato pa še odpravo s sanmi do južnega magnetnega tečaja.
Ko je izbruhnila prva svetovna vojna, se je močno angažiral za novačenje in bil gonilna sila pri ustanovitvi avstralskega tunelskega korpusa ter s činom majorja z njim leta 1916 odšel na zahodno fronto. Postal je geološki svetovalec nadzornika tunelskih operacij 1., 2. in 3. armade, ob koncu vojne pa je bil dodeljen generalštabu in odgovoren za vse geološko delo v povezavi s tunelskimi aktivnostmi ter oskrbo z vodo britanskih čet v Franciji. Do konca vojne je napredoval v čin podpolkovnika in prejel odlikovanje Distinguished Service Order, po vrnitvi pa britanski plemiški naziv in imenovanje v red viteza Britanskega imperija.
Na univerzi se je po vojni lotil ambicioznega projekta izdelave podrobne geološke karte Avstralije in je leta 1925 odstopil kot profesor, da bi se lahko bolj posvetil delu. Kljub zdravstvenim težavam (trpel je za revmatoidnim artritisom) je zaključil delo Geological Map of the Commonwealth of Australia, vključno s knjigo pojasnil, izdelavo razširjene izdaje pa je prehitela njegova smrt. V Avstraliji so mu priredili državniški pogreb z vojaškimi častmi.